# Borso del Grappa
Borso del Grappa – miejscowość i gmina we Włoszech, w regionie Wenecja Euganejska, w prowincji Treviso.
Według danych na rok 2004 gminę zamieszkiwało 4935 osób, 154,2 os./km².